# Сабеизм
Сабеизм — одно из течений астролатрии — звёздного культа; поклонение звёздам, обоготворение небесных светил. Название сабеизм было оставлено наукой как основанное на смешении религии сабеев с религией сабиев.
В древнее время сабеизм был особенно распространён в Вавилоне и Ассирии, где храмы одновременно служили обсерваториями, в Аравии, Сирии, Малой Азии и т. д. Кроме некоторых неподвижных звёзд, в особенности были предметом поклонения планеты, которым приписывалось влияние на всё земное, на природу и людей. Магия, предсказания и гороскопы, изготовлявшиеся по астрологическим правилам, находятся в связи с сабеизмом. В поздней античности и во времена Багдадского халифата центром сабеизма был город Харран, древний центр культа Луны; сабеи имели там большой храм в честь Авраама.